# 洛德丝·莫埃达诺
洛德丝·莫埃达诺（西班牙語：Lourdes Mohedano，1995年6月17日—），西班牙艺术体操运动员。她曾代表西班牙参加2012年和2016年夏季奥林匹克运动会体操比赛，其中2016年奥运会获得一枚银牌。